# Fenobarbital

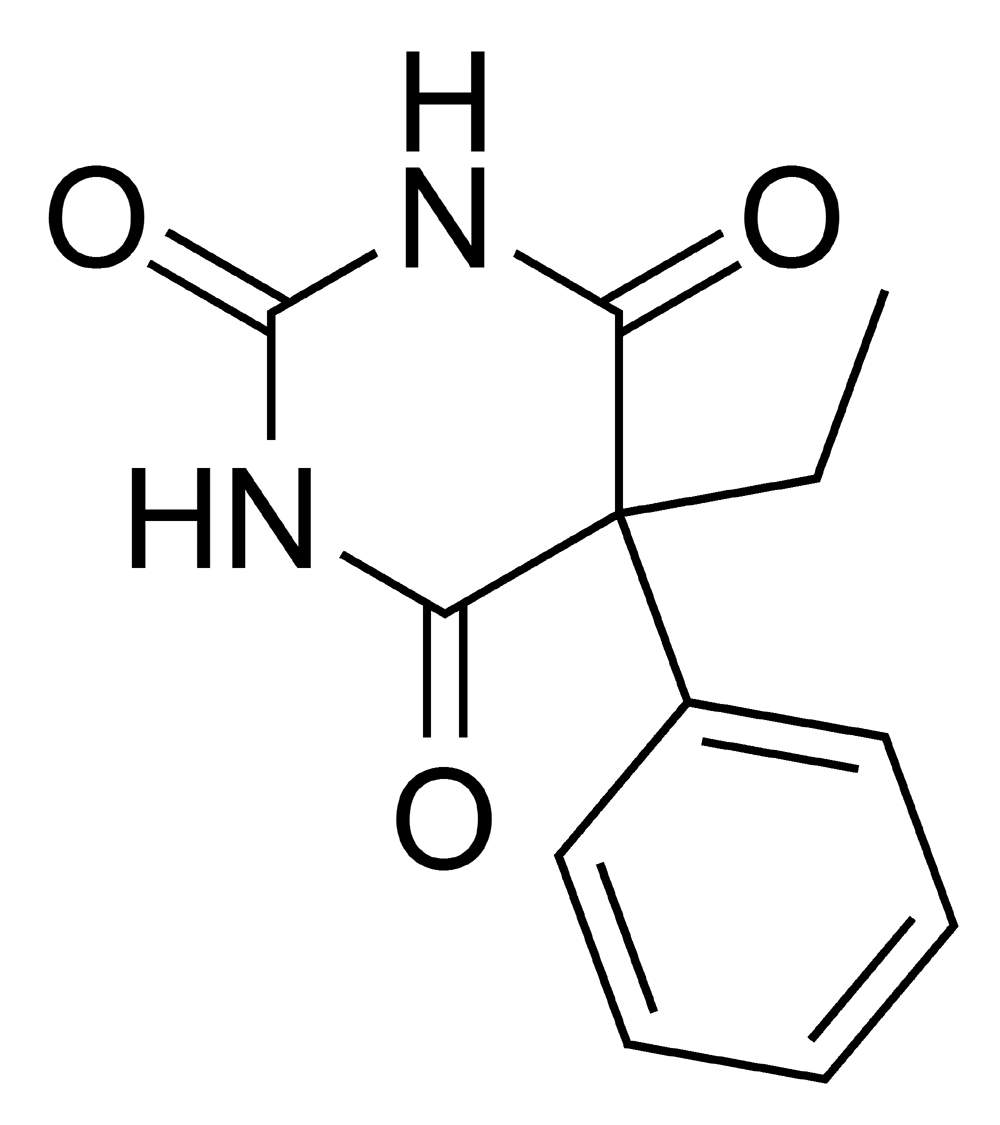
Strukturformel för fenobarbital.

Fenobarbital,  5-etyl-5-fenylbarbitursyra, summaformel C12H12N2O3, är ett långtidsverkande lugnande och sömngivande preparat som tillhör gruppen barbiturater. Det patenterades 1911 av Bayer.
Fenobarbital har inom den danska sjukvården fått en vidsträckt användning vid alkoholabstinens. I Sverige slutade man sälja preparatet under 2020, innan dess användes det främst vid epilepsi.
Som epilepsiläkemedel motverkar det kramper och förkortar uppkomna krampanfall genom att begränsa retningens spridning i hjärnan. Det kan vara ett värdefullt medel mot abstinenskramper under avgiftning.
Fenobarbital är narkotikaklassat och ingår i förteckning P IV i 1971 års psykotropkonvention, samt i förteckning IV i Sverige.